# Carlos Semprún
Carlos Semprún Maura (Madrid, 23 de novembro de 1926 – Paris, 23 de março de 2009) foi um escritor, dramaturgo e jornalista espanhol.